# Juneyao Airlines
Juneyao Airlines (chinesisch 吉祥航空公司) ist eine chinesische Fluggesellschaft mit Sitz in Shanghai und Basis auf dem Flughafen Shanghai-Hongqiao.

## Geschichte
Die Fluggesellschaft wurde im Jahr 2005 gegründet und betreibt ein Netz von Zielen innerhalb Chinas und fünf weiteren Zielen in Taiwan, Japan, Südkorea und Thailand. Das Drehkreuz befindet sich derzeit am Flughafen Shanghai-Hongqiao, jedoch dient auch der zweite Flughafen in Shanghai, der Shanghai Pudong International Airport als wichtiges Luftfahrt-Drehkreuz. Die Gesellschaft ist bestrebt, zu wachsen und das Streckennetz auszubauen. Jedoch wurden durch die Entscheidung des CAAC (Chinesische Behörde für zivilen Luftverkehr) infolge des Zwischenfalls vom 13. August 2011 weitere Wachstumspläne von Juneyao Airlines bis auf weiteres untersagt.
Seit dem 23. Mai 2017 ist Juneyao Airlines der erste  Connecting Partner der Star Alliance.
Mit 9 Air besitzt Juneyao Airlines eine Billigfluggesellschaft, welche eine Boeing-737-Flotte besitzt und von Guangzhou nationale Ziele anfliegt.

## Flugziele

Flugziele der Juneyao Airlines 2024

Juneyao Airlines bedient von Hangzhou, Nanjing, Shanghai-Hongqiao Ziele innerhalb Chinas. Von Wuxi wird neben Zielen innerhalb Chinas auch Japan angeflogen. Von Shanghai-Pudong werden neben Zielen innerhalb Chinas, Ziele in Europa sowie weitere Länder Asiens angeflogen.

## Flotte

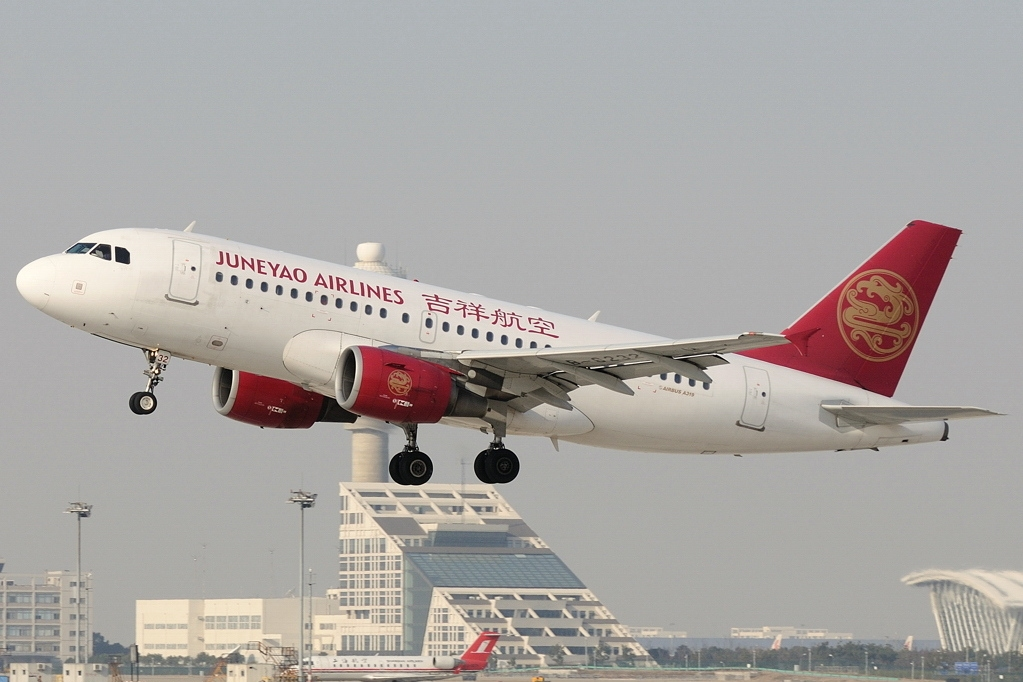
Airbus A319-100 der Juneyao Airlines

Mit Stand Januar 2025 besteht die Flotte der Juneyao Airlines aus 101 Flugzeugen mit einem Durchschnittsalter von 7,2 Jahren:
| Flugzeugtyp     | Anzahl | bestellt | Anmerkungen                               | Sitzplätze (Business/Eco) | Durchschnittsalter |
| --------------- | ------ | -------- | ----------------------------------------- | ------------------------- | ------------------ |
| Airbus A320-200 | 30     |          | teilweise mit Sharklets ausgestattet      | 164 (8/156)               | 11,5 Jahre         |
| Airbus A320neo  | 22     |          | sechs inaktiv                             | 164 (8/156)               | 3,3 Jahre          |
| Airbus A321-200 | 27     |          | einer inaktiv; mit Sharklets ausgestattet | 190 (12/178)              | 8,8 Jahre          |
| Airbus A321neo  | 14     |          | zwei inaktiv                              | 207 (8/199)               | 1,9 Jahre          |
| Boeing 787-9    | 08     | 2        | Auslieferung seit Oktober 2018            | 324 (29/295)              | 5,5 Jahre          |
| Gesamt          | 101    | 2        |                                           |                           | 7,2 Jahre          |

### Aktuelle Sonderbemalungen
| Bemalung                   | Flugzeugtyp     | Luftfahrzeugkennzeichen | Zeitraum           | Bild |
| -------------------------- | --------------- | ----------------------- | ------------------ | --- |
| 10 Years Anniversary       | Airbus A320-200 | B-6717                  | seit Juni 2016     | Bild gesucht Die Wikipedia wünscht sich an dieser Stelle ein Bild. Weitere Infos zum Motiv findest du vielleicht auf der Diskussionsseite . Falls du dabei helfen möchtest, erklärt die Anleitung , wie das geht. |
| Creating the future vision | Airbus A320-200 | B-8035                  | seit April 2021    | Bild gesucht Die Wikipedia wünscht sich an dieser Stelle ein Bild. Weitere Infos zum Motiv findest du vielleicht auf der Diskussionsseite . Falls du dabei helfen möchtest, erklärt die Anleitung , wie das geht. |
| Yudo Auto                  | Airbus A320-200 | B-8235                  | seit Mai 2023      | Bild gesucht Die Wikipedia wünscht sich an dieser Stelle ein Bild. Weitere Infos zum Motiv findest du vielleicht auf der Diskussionsseite . Falls du dabei helfen möchtest, erklärt die Anleitung , wie das geht. |
| Yudo Auto                  | Airbus A320-200 | B-8236                  | seit April 2023    | Bild gesucht Die Wikipedia wünscht sich an dieser Stelle ein Bild. Weitere Infos zum Motiv findest du vielleicht auf der Diskussionsseite . Falls du dabei helfen möchtest, erklärt die Anleitung , wie das geht. |
| Yudo Auto                  | Airbus A320neo  | B-325L                  | seit Juni 2023     | Bild gesucht Die Wikipedia wünscht sich an dieser Stelle ein Bild. Weitere Infos zum Motiv findest du vielleicht auf der Diskussionsseite . Falls du dabei helfen möchtest, erklärt die Anleitung , wie das geht. |
| Chinese Red Peony          | Airbus A321-200 | B-8068                  | seit Juni 2021     | Bild gesucht Die Wikipedia wünscht sich an dieser Stelle ein Bild. Weitere Infos zum Motiv findest du vielleicht auf der Diskussionsseite . Falls du dabei helfen möchtest, erklärt die Anleitung , wie das geht. |
| Blessed Land Program       | Airbus A321neo  | B-32CJ                  | seit Dezember 2022 | Bild gesucht Die Wikipedia wünscht sich an dieser Stelle ein Bild. Weitere Infos zum Motiv findest du vielleicht auf der Diskussionsseite . Falls du dabei helfen möchtest, erklärt die Anleitung , wie das geht. |
| Colourful Petals           | Airbus A321neo  | B-30EQ                  | seit November 2020 | Bild gesucht Die Wikipedia wünscht sich an dieser Stelle ein Bild. Weitere Infos zum Motiv findest du vielleicht auf der Diskussionsseite . Falls du dabei helfen möchtest, erklärt die Anleitung , wie das geht. |
| Colourful Petals           | Boeing 787-9    | B-20D1                  | seit August 2019   | |
| Chinese Peony              | Boeing 787-9    | B-1115                  | seit Oktober 2018  | |
| Chinese Peony              | Boeing 787-9    | B-209R                  | seit März 2019     | |
| Chinese Peony              | Boeing 787-9    | B-20DT                  | seit November 2019 | |
| Chinese Silk Ribbon        | Boeing 787-9    | B-207N                  | seit Dezember 2018 | |
| Chinese Silk Ribbon        | Boeing 787-9    | B-208A                  | seit Dezember 2018 | |

## Zwischenfälle
- Am 13. August 2011 erklärte eine Boeing 777-300 der Qatar Airways, mit dem Luftfahrzeugkennzeichen A7-BAC, nach mehr als einer Stunde Warteschleifen im Anflug auf den Flughafen Shanghai-Pudong Luftnotlage (Mayday), da die verbleibende Treibstoffmenge unter die vorgeschriebene Restmenge gefallen war. Somit sollte eine unverzügliche Landung auf dem als Ausweichziel ausgewählten Flughafen Shanghai-Hongqiao erwirkt werden. Gleichzeitig befand sich ein Airbus A320-200 der Juneyao Airlines auf Juneyao-Airlines-Flug 1112 im Landeanflug auf Shanghai-Hongqiao. Der Kommandant ignorierte die Anweisung der Fluglotsen, seinen Landeanflug unverzüglich abzubrechen, und führte die Landung durch, obwohl dem in Luftnotlage geratenen Flug Vorrang einzuräumen war. Obwohl beide Flüge sicher ihr Ziel erreichten, stellt der Vorfall nach Angaben des ermittelnden CAAC einen erheblichen Verstoß gegen das geltende nationale und internationale Luftrecht dar. Der Vorfall hat erhebliche Konsequenzen für die Entwicklung der Fluggesellschaft Juneyao, denn die Behörde untersagte der Fluggesellschaft die weitere Expansion und kürzte die Anzahl der Flüge von Juneyao Airlines um 10 % für drei Monate. Außerdem wurde vor dem Hintergrund der Nationalität des betroffenen Flugkapitäns auch das Einstellen von Personal aus dem Ausland untersagt.[5]